# Rio Itariri
Rio Itariri är ett vattendrag i Brasilien.   Det ligger i delstaten São Paulo, i den sydöstra delen av landet, 900 km söder om huvudstaden Brasília.
I omgivningarna runt Rio Itariri växer i huvudsak städsegrön lövskog. Runt Rio Itariri är det glesbefolkat, med 12 invånare per kvadratkilometer.